# Коста Петровић
Коста Петровић (Нови Бановци, 1884. — Сремски Карловци, 1969), био је српски научник, професор, оснивач Карловачког музеја, управник Архива САНУ у Сријемским Карловцима и аутор бројних научних радова.
Основну школу је завршио у Новим Бановцима, а у Карловцима гимназију. Студије физике и математике завршио је у Загребу и Бечу. Радни вијек провео је у Карловачкој гимназији као професор природних наука - математике, физике, природописа и кемије.
Због лошег здравља, пензионисан 1931, и даље се бавио научним радом, посебно на пољу историје и археологије.
Оснивач је и први управник Архива САНУ и Музеја у Сријемским Карловцима.